# Grotta del Genovese
La grotta del Genovese (Sicilia) si trova sull'isola di Levanzo, nelle Egadi, a nord ovest del piccolo centro abitato. La grotta è stata scoperta nel 1949.

## Storia
La scoperta e la divulgazione del patrimonio di raffigurazioni parietali della camera interna risale al 1949, quando Francesca Minellono, una pittrice fiorentina che trascorreva un breve periodo di vacanza sull'isola, spinta dalla voglia di esplorare, entrò nell'angusto cunicolo trascinandosi sul ventre. Del sorprendente rinvenimento furono nell'ordine informati il prof. Paolo Graziosi dell'Istituto di paletnologia umana dell'università di Firenze, e la soprintendente per le antichità della Sicilia occidentale Jole Bovio Marconi.
La grotta, che si apre nelle rocce calcaree che costituiscono l'isola, conserva una documentazione molto importante della preistoria della Sicilia, in particolare del paleolitico superiore, in quanto fornisce immagini di animali del Quaternario, come il Cervus elaphus, il Bos primigenius e l'Equus hydruntinus, insieme ad alcune figure umane con maschere a testa di uccello e copricapi simili a quelle delle grotte dell'Addaura. 
Oltre a questi graffiti vi sono dipinte figure palesemente più recenti; queste sono colorate in nero e rosso  e rappresentano alcune figure umane maschili e femminili insieme a mammiferi e pesci tra cui il tonno presente fino ai giorni nostri nella vita e nella cultura delle Isole Egadi. Tuttora la grotta è visitabile a pagamento.

## Graffiti
La figura principale che predomina su quelle degli animali che dalla posizione assunta sembrano intenti a pascolare, è quella di un uomo vestito di una casacca, verosimilmente cucita e con frange pendenti. In testa porta un copricapo di forma particolare, allungato a cuneo e bombato. Sulle braccia sono evidenti dei bracciali ed è chiaramente immobile. Al suo fianco due altre figure, una con testa o maschera di uccello e in posizione forse danzante e l'altra in movimento e con un copricapo simile a quello del personaggio centrale. Resta oscuro se si tratti di una danza rituale o di una preghiera prima della caccia.
La grotta del Genovese fu abitata dall'uomo in un intervallo di tempo tra i 10.000 e i 6.000 anni prima di Cristo.
Altre grotte dell'isola, dette dei Porci, di Cala Tramontana e di Punta Capperi hanno fornito copioso materiale, anch'esso risalente al Paleolitico superiore.

### Datazione
Attraverso l'analisi stratigrafica, è stato possibile effettuare una delle pochissime datazioni al carbonio-14 della preistoria siciliana, che ha indicato l'anno 9 230 a.C. (mesolitico): la presenza nella sequenza stratigrafica di un frammento calcareo di notevoli dimensioni, con inciso un bovide di stile del tutto affine alle raffigurazioni parietali, ha permesso di ottenere questa datazione assoluta.